# Držkovce
Držkovce es un municipio del distrito de Revúca en la región de Banská Bystrica, Eslovaquia, con una población estimada a final del año 2024 de 569 habitantes.
Se encuentra ubicado al este de la región, en la cuenca hidrográfica del río Sajó —un afluente derecho del río Tisza— y cerca de la frontera con la región de Košice.

## Demografía
| Año        | 1994 | 2004     | 2014     | 2024    |
| ---------- | ---- | -------- | -------- | ------- |
| Población  | 462  | 511      | 572      | 569     |
| Diferencia |      | +10,60 % | +11,93 % | −0,52 % |

| Año        | 2023 | 2024    |
| ---------- | ---- | ------- |
| Población  | 564  | 569     |
| Diferencia |      | +0,88 % |